# Système d'avertissement et d'alarme d'impact
Un système d'avertissement et d'alarme d'impact ou TAWS (de l'anglais Terrain Awareness and Warning System) est un système embarqué d'un avion destiné à prévenir les collisions avec le sol en vol piloté, comme l'avertisseur de proximité du sol ou GPWS (Ground Proximity Warning System) et sa version améliorée E-GPWS (Enhanced Ground Proximity Warning System). Le principe de fonctionnement d’un TAWS est la combinaison des données de vol (position, vitesse) avec un modèle numérique de terrain et une radiosonde pour calculer les intersections potentielles de la trajectoire de l’aéronef et du sol. Des alertes visuelles et orales sont ensuite générées pour l’équipage. 
L'acronyme TAWS a été créé par la Federal Aviation Administration (FAA). Les versions spécifiquement dédiées à être portées sur des voilures tournantes sont appelées HTAWS (pour Helicopter TAWS).
Un tel équipement de bord est obligatoire pour les avions de plus de 5,7 t ou 9 sièges passagers.